# Medium Magazin
Pour les articles homonymes, voir Médium.
Le Medium Magazin für Journalistinnen und Journalisten (magazine médium pour journalistes) est un magazine autrichien spécialisé destiné aux journalistes publié depuis 1986. La rédaction est à Mannheim.

## Histoire
Le Medium Magazine est publié six fois par an par l'éditeur de médias Oberauer de Salzbourg
En avril 1986, le premier numéro du magazine, alors destiné spécifiquement aux jeunes journalistes, est auto-édité par l'étudiant Sebastian Turner, qui en est également le premier rédacteur en chef. À partir de 1988, le magazine a été publié trimestriellement et à partir de 1992, bimensuel.

## Prix du journaliste de l'année
Chaque année depuis 2004, un magazine spécialisé organise des élections pour élire le Journaliste de l'année et décerne des prix dans dix catégories spécialisées. Le jury, composé d'environ 70 membres, sélectionne des individus ayant accompli des exploits journalistiques exceptionnels au cours de l'année écoulée. Les distinctions incluent le prix de l'équipe éditoriale de l'année, le prix honorifique pour l'ensemble de la carrière, ainsi que des récompenses spéciales, notamment pour l'engagement en faveur des journalistes indépendants. Cette initiative vise à célébrer l'excellence et l'impact positif dans le domaine du journalisme.